# Còpia a l'albúmina

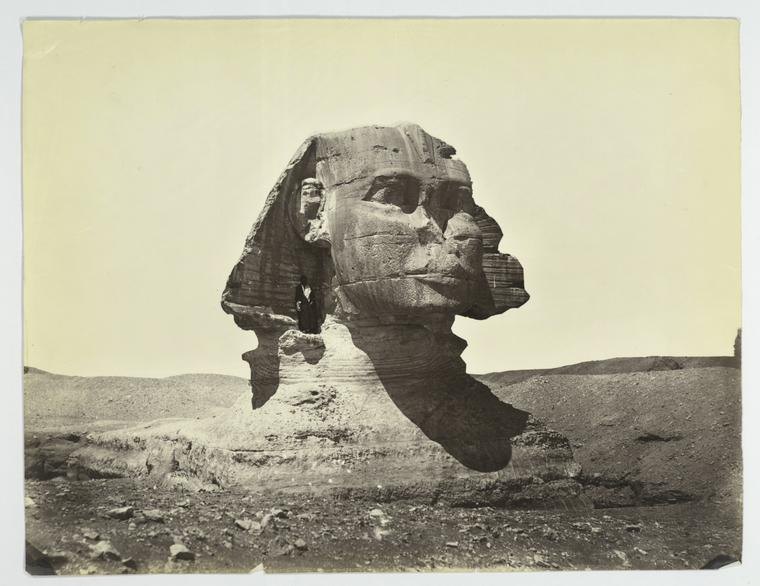
L'esfinx de Guiza l'any 1867, per Félix Bonfils. Còpia en paper a l'albúmina, 22 x 28,5 cm.

La còpia en paper a l'albúmina també anomenada estampa d'albúmina de plata, era un procediment fotogràfic de positivat en paper, per contacte directe, a partir d'un negatiu, generalment de vidre al col·lodió humit. Sorgit a França el 1849, va ser el primer mètode explotable comercialment per produir una impressió fotogràfica sobre una base de paper a partir d'un negatiu i la més utilitzada pels fotògrafs des de 1855 fins a principis del segle xx.
El nom d'aquest antic procediment fotogràfic es deu utilitzava l'albúmina que es troba a les clares d'ou, una proteïna soluble en aigua, en combinació amb altres productes com clorur d'amoni, per unir els productes químics fotogràfics al paper i es va convertir en la forma dominant de positius fotogràfics, amb un màxim en el període 1860-90.

## Història

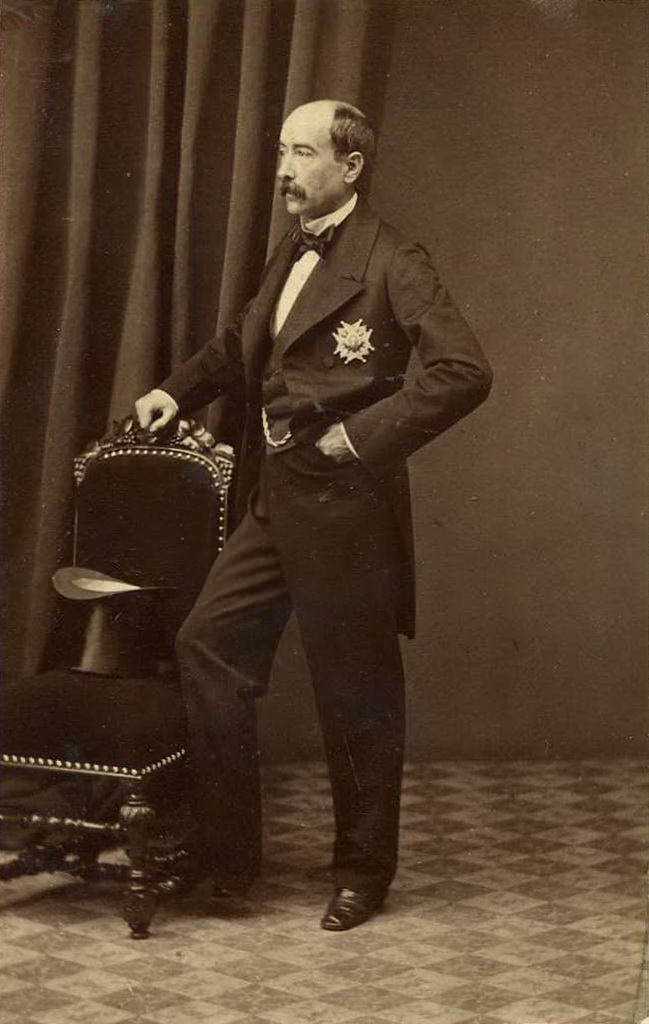
Retrat de Lucio del Valle, cap al 1860. Còpia en paper a l'albúmina. Format carte de visite.

Aquest sistema de còpia sobre dues capes, conegut com a còpia a l'albúmina va ser inventat pel fotògraf Blanquard-Evrard l'any 1849. Després de múltiples investigacions de diversos procediments i tècniques fotogràfiques, va presentar un nou sistema d'impressió fotogràfica basat en el paper a l'albúmina, que ell mateix havia dissenyat. Aquesta innovadora proposta no tenia les limitacions pròpies de les còpies realitzades en papers a la sal. A mitjans del segle xix, la carta de visita es va convertir en un dels usos més populars del mètode de l'albúmina. Al segle xix, E. & H. T. Anthony & Company van ser els principals fabricants i distribuïdors d'impressions fotogràfiques i paper Albumen als Estats Units.
El maig de 1850, Blanquard va presentar a l'Acadèmia de Ciències de França les seves primeres fotografies realitzades amb aquesta tècnica. L'èxit d'aquest tipus de paper i la seva pràctica aplicació es va evidenciar amb la seva sortida al mercat l'any 1854 i el seu ús per copiar negatius. Aquest procés d'impressió de còpies fotogràfiques es va convertir en el més estès i usat pels fotògrafs durant la segona meitat de segle xix.

## Fabricació
Entre 1870 i 1890 Alemanya va ser el principal fabricant de paper d'albúmina. Aquest era produït concretament a la ciutat de Dresden i exportat per ser venut a la resta del continent europeu i els Estats Units. Aquest tipus de còpia va ser la més usada pels fotògrafs durant molt de temps. Encara que el seu ús va disminuir notòriament el 1895, va continuar fabricant-se fins a l'any 1930.
Alguns fabricants, mitjançant solucions àcides desnaturalitzaven l'albúmina per tal que la barreja fos més homogènia i menys viscosa, propietat proporcionada per la composició característica de l'ou. Altres sotmetien l'ou a un procés de fermentació a elevada temperatura durant dies, tècnica que es va popularitzar i en conseqüència va ser adoptada pels fabricants d'aquest tipus de paper a Dresden, Alemanya. Aquestes variacions en el procés de fabricació van donar lloc a papers amb diferents textures i brillantors. De fet a partir de 1860 era habitual tenyir lleugerament de blau, morat o rosa la capa d'albúmina de paper amb anilines per evitar que les fotografies engroguissin.

## Procediment
Era preparat amb clara d'ou (albumen o albúmina), que s'aplicava al paper, afegint també una sal com el bromur de potassi. Un cop sec, el paper era introduït en una solució de nitrat de plata i es deixava assecar de nou. Un cop sec, el paper sensibilitzat es posava en contacte amb un negatiu dins d'una premsa de contactes i s'exposava a la llum del sol durant uns minuts, fins que la imatge adoptava la intensitat desitjada. La imatge apareixia per ennegriment directe, sense revelat químic. Seguidament era necessari el seu fixat, virat i rentat final en aigua.

## Característiques visuals
Les fotografies obtingudes mitjançant aquest tipus de còpia originalment tenien un aspecte setinat amb tons púrpures, marrons o rogencs i presentaven un major contrast, nitidesa i densitat. Algunes imatges eren especialment brillants, efecte que s'aconseguia amb l'ús de vernís (vernís al col·lodió). No obstant això, amb el pas el temps i a causa de la reacció d'oxidació, les fotografies es deterioren i adquireixen un to groguenc. A més també té lloc un progressiu esvaïment de la imatge.

## Aplicacions
Es va emprar molt per al tiratge de còpies i imatges de vistes de ciutats, monuments i obres d'art. La seva aplicació va ser molt freqüent també en la fotografia estereoscòpica i en els retrats en targeta, o targetes de visita, un format fotogràfic usat en estudis de retrat, introduït el 1854 per André-Adolphe Disdéri (1819-1890).

## Conservació
Les còpies a l'albúmina correctament processades i virades a l'or s'han conservat en molt bon estat, presentant una gran intensitat fins i tot transcorreguts més de cent anys. No obstant això, moltes còpies mal processades o emmagatzemades han patit una pèrdua de resistència i una reacció d'oxidació que ocasiona l'esvaniment de la imatge.Les còpies soltes, sense muntar, són molt fines i s'arruguen i s'enrotllen fàcilment a causa de la contracció de l'albúmina. Per evitar això i assegurar-ne una millor conservació, la majoria de les còpies a l'albúmina eren enganxades o muntades sobre cartons. A més a més han de ser transportar-les i exhibir-les emmarcades en una orla o paspartú de cartó de pH neutre.
Per a la seva conservació museística és convenient arxivar les còpies a l'albúmina embolicades en paper de pH neutre i evitar exhibir-les de manera permanent. És recomanable incloure-les únicament en exposicions temporals, ja que la llum va ocasionant una progressiva pèrdua de la densitat de la imatge. A banda d'evitar la seva exposició a la llum és fonamental controlar el nivell i les condicions d'humitat en les que es troben. Molts museus, biblioteques, arxius i col·leccionistes conserven centenars o milers de còpies a l'albúmina que daten del segle xix. A Espanya aquest procediment fotogràfic va ser introduït l'any 1851 per Francisco de Leygonier. Alguns arxius existents a Espanya que conserven còpies a l'albúmina de diversos autors són la Biblioteca Nacional d'Espanya, el Palau Reial de Madrid, o l'Arxiu fotogràfic Ruiz Vernacci.

## Procediments fotogràfics alternatius
Alguns procediments que van competir amb les còpies a l'albúmina:
- Gelatina-bromur
- Ambrotip
- Daguerreotip
- Ferrotip
- Calotip
- Fotogliptia
- Goma bicromatada

## Fotògrafs
Alguns fotògrafs que van utilitzar sistemàticament les còpies a l'albúmina:
- Charles Clifford.
- André Adolphe Eugène Disdéri.
- J. Laurent.
- Roger Fenton.
- Francis Frith.
- Emilio Beauchy.
- Carlos Relvas.
- Rafael Castro Ordóñez.